# Бзыпта (станция)
Бзы́пта (абх. Бзыҧ, также Бзыбь, ранее — Бзипи) — железнодорожная станция Абхазской железной дороги на электрифицированном участке Гагра — Мысра, названная по имени кавказской реки Бзыбь, в устье которой она стоит, неподалёку от одноимённого села.

## Описание
Железнодорожный вокзал в классическом стиле открыт в середине 1950-х годов. Станция работает на пропуск проходящих поездов, производятся манёвры. От станции уходят пути к близлежащим предприятиям. В летний период ежедневно на станции останавливаются 2 пары электропоездов сообщением "Имеретинский курорт - Сухум"
Станция обслуживается единственным работником, который обитает в небольшой комнате в уцелевшей части здания вокзала.

## История
В конце 1860-х годов выдвигается предложение о строительстве магистральной Черноморской железной дороги на Черноморском побережье Кавказа от Туапсе до Сухума, которая бы связала закавказские губернии с центральными регионами Российской империи. К работам по сооружению этой линии смогли приступить лишь в июне 1914 года. От Адлера до Сухума предполагалось построить несколько станций и разъездов, мостов и тоннелей. Но из-за революции и гражданской войны осуществить план не удалось. Решение о возобновлении строительства железной дороги приняли лишь в 1923 году.
В советское время на станции останавливались поезда дальнего следования и пригородные электропоезда. После грузино-абхазской войны здание вокзала оказалось разрушенным и заброшенным. Комната смотрителя вокзала — единственное обслуживаемое помещение.

## Галерея

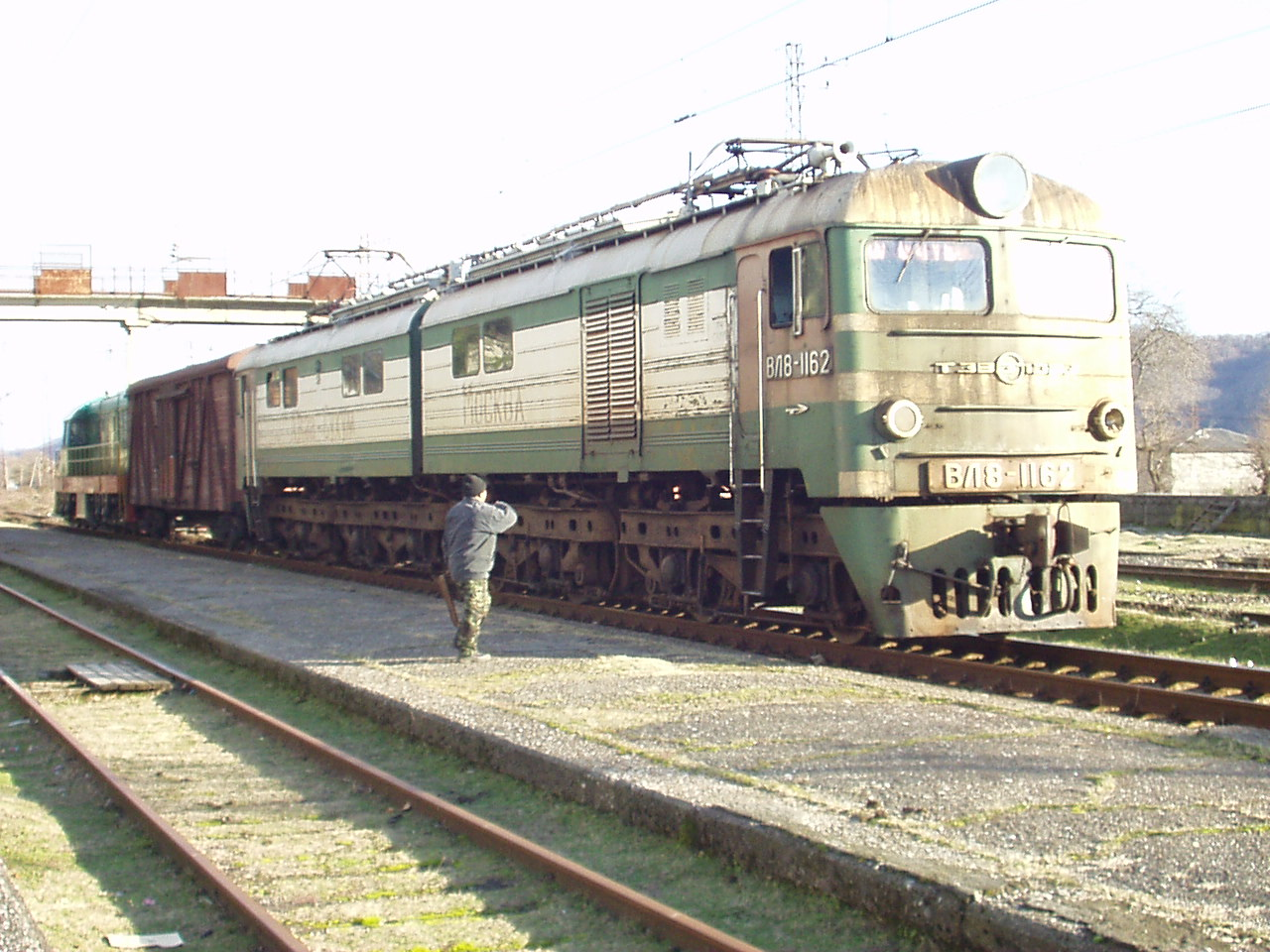
Электровоз ВЛ8, тепловоз ЧМЭ3 и крытый вагон при манёврах на станции.
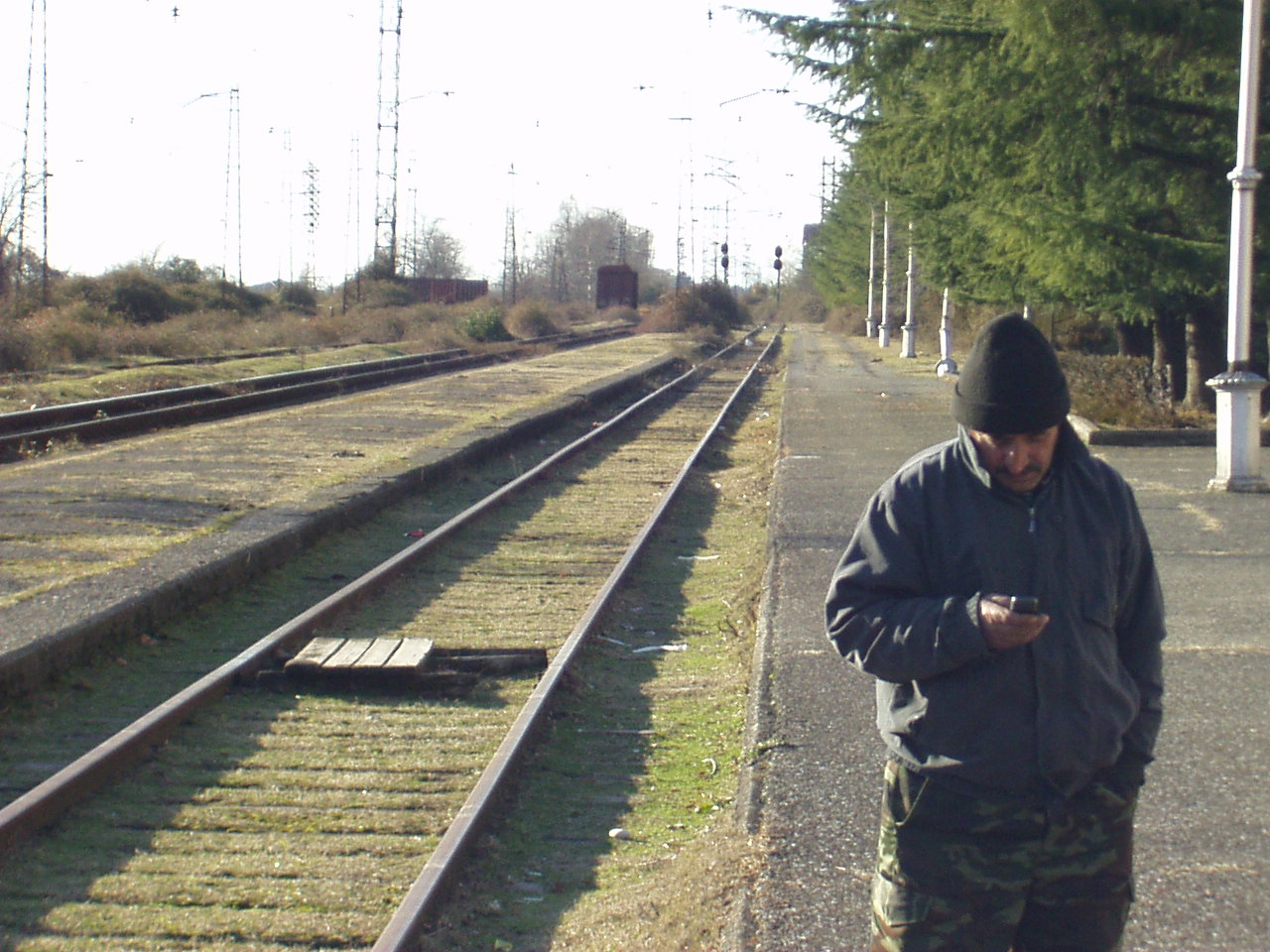
Дежурный по станции.